# Antiga caserna de la Guàrdia Civil de Roda de Ter
L'antiga caserna de la Guàrdia Civil és un edifici de Roda de Ter (Osona) protegit com a bé cultural d'interès local. Des de 2013 és la seu del Museu Arqueològic de l'Esquerda.

## Descripció
L'antiga caserna de la Guàrdia Civil, a uns 200 m del jaciment arqueològic de l'Esquerda, és un edifici construït entorn de l'any 1910, al final de l'avinguda Pere Baurier. És una construcció de pedra, amb planta en forma d'U i amb un pati interior. Consta de planta baixa i un pis. Són característiques, les dues petites torres a banda i banda de la façana del primer pis, acabades amb merlets.

## Història
La caserna fou finançada per la família Baurier que va demanar permís d'obres a l'Ajuntament de Roda l'any 1910. Aquest edifici està íntimament vinculat amb el procés d'industrialització de Roda i cal situar-lo en el marc dels conflictes laborals que es van produir a les fàbriques de la riba del Ter al pas del segle xix al segle xx. Amb el desplegament dels Mossos d'Esquadra, l'any 1997 la Guàrdia Civil va deixar l'edifici. Fins aquell moment la caserna contenia les dependències de treball i un total de vuit habitatges, que es van mantenir pràcticament intactes des de l'època de la construcció. L'edifici va romandre buid durant molts anys. El 2010 la batllia va començar les obres de rehabilitació com a museu.